# Recovery Toolbox
Recovery Toolbox é uma coleção de utilitários e serviços online para recuperação de arquivos corrompidos, de vários formatos de arquivos, e recuperação de senhas para vários programas.

## Utilitários gratuitos
Recovery Toolbox for CD Free
Ferramenta gratuita para reparação de CDs que foram fisicamente danificados (arranhados, expostos a líquidos, etc) ou afetados por erros do sistema.
Recovery Toolbox File Undelete Free
Ferramenta gratuita para reparação de arquivos removidos no sistema opearcional Windows. Ele suporta o sistema de arquivos NTFS, mas não suporta recuperação de dados armazenados em discos de alta performance (SSD).

## Utilitários Shareware
Recovery Toolbox for Flash
Recupere arquivos removidos de várias mídias de armazenamento com sistemas de arquivos FAT, incluindo SD, CF, MMC e outros cartões de memória e cartões inteligentes, IBM MicroDrives, dispositivos USB (pendrive), câmeras digitais e disquetes.
Recovery Toolbox for RAR
Repare dados de arquivos RAR danificados. Suporta todos os formatos RAR existentes e taxas de compressão, arquivos protegidos por senha, e arquivos armazenados em mídias corrompidas.
Recovery Toolbox for Excel
Esta ferramenta repara arquivos corrompidos do Microsoft Excel. Suporta os principais formatos de dados tabulares, estilos, fontes, planilhas, fórmulas, funções, cores de células, bordas, etc.
Recovery Toolbox for Outlook
Corrige erros encontrados quando trabalhando com o Microsoft Outlook  e repara dados como emails, contatos, lembretes, encontros, tarefas, notas, entradas no calendário, histórico, e outros dados corrompidos de arquivos PST e OST.

## Serviços Web
Além de funcionar como ferramenta especializada instalada na sua máquina, o Recovery Toolbox suporta reparação de dados através de serviços web como:
- Formatos de arquivos da Adobe: Documentos PDF e apresentações (Adobe Acrobat/PDF Reader[22][23]), arquivos de imagem do AI (Adobe Illustrator[24]), e arquivos de projeto PSD (Adobe Photoshop)

- Formatos de arquivo do Microsoft Office: Planilhas do Excel, documentos do Word (incluindo RTF[25]), apresentações do PowerPoint, arquivos do Microsoft Project; e formatos de e-mail: PST e OST (Outlook), e DBX (Outlook Express[26])
- Outros formatos de imagem: DWG (AutoCAD[27]) e CDR (CorelDraw[28])

- Formatos de bancos de dados: ACCDB e MDB (Access[29]), DBF (FoxPro/Clipper/dBase, etc).

## Sobre a empresa
Recovery Toolbox, Inc. é uma empresa de TI que tem desenvolvido software para recuperação de arquivos danificados desde 2003. Até hoje, soluções tem sido desenvolvidas para recuperação de mais de 30 diferentes tipos de arquivos corrompidos, incluindo extensões criadas com o Microsoft Office (como Outlook e Excel) e dados armazenados em vários tipos de dispositivos (discos rígidos, dispositivos portáteis, CD/DVD, etc).